# Акке, Ева
Ева Акке (швед. Eva Acke, урождённая Eva Maria Topelius; 1855—1929) — шведская художница финского происхождения, специализировалась в работе акварелью.

## Биография
Родилась 4 сентября 1855 года в финском городе Уусикаарлепюу (швед. Нюкарлебю) в шведскоязычной общине. Ее отцом был писатель, журналист и историк Сакариас Топелиус, человек либеральных нравов.
Еще в детстве Ева познакомилась со многими ведущими деятелями культуры. Обучалась она сначала дома, затем посещала школу для девочек в Хельсинки. Первые уроки искусства она получила в 1871 году в Стокгольме. Продолжала обучение в школе рисования Finnish Art Association (ныне Академия изящных искусств в Хельсинки). Позже она училась в частном порядке у Карла Мёллера в Копенгагене и Луиджи Премацци в Санкт-Петербурге. В 1884 году она сопровождала отца в поездке по Италии, где писала акварельные пейзажи.
Летом несколько лет находилась на Аландских островах, где была участницей финско-шведской художественной колонии Önningebykolonin. У неё было много друзей, в числе которых были художники Юхан Акке и Анна Венберг. Вместе с Юханом Акке Ева приехала в дом отца и просила его одобрить их брак. Они поженились в 1891 году и переехали в Упсалу, где Юхан восстанавливал произведения искусства в Упсальском соборе. Некоторое время они продолжали посещать художественную колонию Önningebykolonin, но их посещения постепенно стали сходить на нет. Последующие годы супруги проводили между Финляндией и Швецией, пока её отец не умер, и они с тех пор жили и работали в Швеции.
В 1901 году Юхан и Ева поселились в шведском городе Ваксхольм на съёмной вилле Akleja. В семье не было своих детей, и во время поездки в Италию они встретили итальянского мальчика Фаусто Падовини, которого усыновили в 1903 году. Фаусто взял фамилию Акке, занимался гимнастикой и в 1920 году на летних Олимпийских играх в Антверпене стал олимпийским чемпионом. В 1914 году Юхан и Ева смогли позволить себе построить собственную летнюю виллу Torsvi в стокгольмском пригороде Nynäshamn.
Художники работали вместе, отдавая преимущество Юхану. После его смерти от болезни сердца в 1924 году Ева продолжала рисовать и выставляться как в Швеции, так и в Финляндии.
Умерла 23 марта 1929 года в собственном доме в Nynäshamn. Была похоронена в Стокгольме на кладбище Норра бегравнингсплатсен (Северное кладбище).